# Verdeca
La Verdeca è un vitigno a bacca bianca coltivato principalmente in Puglia.

## Caratteristiche
I grappoli appaiono di uno spiccato color verde (da qui il nome di Verdeca).
I vini che si ottengono sono solitamente di color giallo paglierino con degli evidenti riflessi verdolini. All'olfatto si percepiscono nettamente sentori erbacei, di frutta esotica come ananas e note agrumate. Dal punto di vista gusto-olfattivo è caratterizzato da una elevatissima freschezza e sapidità.
Esistono in commercio sia vini ottenuti da Verdeca in purezza che blend con Chardonnay, Malvasia Bianca e altri generi.